# Asunción Nochixtlán
Asunción Nochixtlán is een stadje in de Mexicaanse staat Oaxaca. De plaats heeft 10.815 inwoners (census 2005) en is de hoofdplaats van de gemeente Asunción Nochixtlán.